# Opisthograptis provincialis
Opisthograptis provincialis là một loài bướm đêm trong họ Geometridae.